# Runcinacea
Runcinacea is een orde van weekdieren uit de klasse van de Gastropoda (slakken).

## Superfamilie
- Runcinoidea H. Adams & A. Adams, 1854